# Oxford Brookes University
Oxford Brookes University – uniwersytet w Oksfordzie, w środkowej Anglii, drugi co do wielkości w mieście po Uniwersytecie Oksfordzkim. Do lat 90. XX w. znany był jako Oxford Polytechnic.
Studenci obydwu uczelni University of Oxford i Oxford Brookes University są zrzeszeni w elitarnej Oxford Union.